# Aziz Ansari
Aziz Ismail Ansari (Columbia (South Carolina), 23 februari 1983) is een Amerikaans stand-upcomedian en acteur.

## Biografie
De ouders van Aziz Ansari zijn geïmmigreerde Tamils. Zijn moeder is gynaecoloog; zijn vader is gastro-enteroloog.  Hij werd geboren in de stad Columbia, maar groeide op in Bennettsville, waar het gezin naartoe verhuisde vanwege het werk van zijn vader. Hij ging naar de Marlboro Academy en de Governor's School for Science and Mathematics.
In 2000 begon hij met een studie bedrijfskunde aan de New York University. Tijdens zijn studie werkte hij op de HVAC-afdeling van de universiteit. In New York volgde hij improvisatielessen in het UCB Training Center en tijdens open-podiumavonden trad hij voor het eerst op. Matt Besser, een van de oprichters van de Upright Citizens Brigade, ontdekte Ansari en liet hem op maandagavond de stand-upcomedyshow Crash Test presenteren.
Via het Upright Citizens Brigade Theatre leerde hij Paul Scheer en Rob Heubel kennen. Met Jason Woliner als regisseur en editor namen ze sketches en korte films (waaronder Shutterbugs en Shittiest Mixtape Boombox Blast) op en plaatsten deze op YouTube. Deze filmpjes leidden tot Ansari's doorbraak met het MTV-programma Human Giant (2007-2008). MTV bood hun aan een derde seizoen uit te zenden, maar Ansari verhuisde naar Los Angeles om in de televisieserie Parks and Recreation (2009-heden) te spelen. Hij werd in mei 2008 door Greg Daniels en Mike Schur als eerste gecast voor deze serie.
In 2008 toerde hij door de Verenigde Staten met de Glow in the Dark Tour. De titel hiervan ontleende hij aan een concerttournee van rapper Kanye West. Diens advocaten eisten echter dat Ansari met zijn toer zou stoppen. Na een telefoongesprek met West besloot hij de toer toch voort te zetten en de twee raakten bevriend. Ansari was medio 2011 te zien in de videoclip voor het liedje "Otis" van West en Jay-Z.
Op 19 januari 2010 bracht Comedy Central Records het komediealbum en de dvd Intimate Moments for a Sensual Evening uit. Ansari bereikte hiermee de 89ste plaats in de Billboard 200 en de eerste plaats in de Amerikaanse hitlijst voor komediealbums. Op 6 juni presenteerde hij de MTV Movie Awards 2010.

## Filmografie (selectie)
- Human Giant (2007-2008, televisieserie)
- The Rocker (2008, film)
- Scrubs (2009, televisieserie)
- Funny People (2009, film)
- I Love You, Man (2009, film)
- Observe and Report (2009, film)
- Parks and Recreation (2009-heden, televisieserie)
- Get Him to the Greek (2010, film)
- 30 Minutes or Less (2011, film)
- This is the End (2013, film)
- Epic (2013, film)
- Master of None (2015-heden, Netflixserie)

## Tournees
- Glow in the Dark (2008)
- Intimate Moments for a Sensual Evening (2009)
- Dangerously Delicious (2010)